# Sorogain-Lastur
Sorogáin-Lastur es una entidad de población española del municipio de Erro, perteneciente a la Comunidad Foral de Navarra. En 2023, la entidad singular de población, tenía empadronados dos habitantes.